# Neopetrosia cylindrica
Neopetrosia cylindrica är en svampdjursart som först beskrevs av Jean-Baptiste Lamarck 1815.  Neopetrosia cylindrica ingår i släktet Neopetrosia och familjen Petrosiidae. Inga underarter finns listade i Catalogue of Life.